# Sanford and Son
Sanford and Son est une série télévisée américaine en 135 épisodes de 25 minutes, créée par Norman Lear et Bud Yorkin, adaptée de la série britannique Steptoe and Son, et diffusée entre le 14 janvier 1972 et le 25 mars 1977 sur le réseau NBC.
Cette série est inédite dans les pays francophones.

## Distribution
- Redd Foxx : Fred Sanford
- Demond Wilson : Lamont Sanford
- LaWanda Page : Tante Esther Winfield Anderson (48 épisodes)
- Don Bexley : Bubba Hoover (43 épisodes)
- Whitman Mayo : Grady Wilson (37 épisodes)
- Nathaniel Taylor (en) : Rollo Larson (33 épisodes)
- Lynn Hamilton : Donna Harris (22 épisodes)
- Hal Williams : Officier « Smitty » Smith (20 épisodes)

## Commentaires
La série télévisée américaine Scrubs fait référence au générique de la série quand J.D. et Turk le chante dans l'épisode 8 de la saison 1 ainsi que dans l'épisode 17 de la saison 4 où on apprend que Turk et J.D. ont une "nuit Sanford and Son". La série "Friends" y fait également allusion : Dans l'épisode 14 de la saison 8, le personnage de Chandler chante le générique à Monica.